# Eli Roth
Eli Raphael Roth (18 d'abril de 1972) és un director de cinema, guionista, productor i actor nord-americà. Com a director i productor, està més relacionat amb el gènere de terror, és a dir, cinema gore, després d'haver dirigit les pel·lícules Cabin Fever (2002) i Hostel (2005).
Roth va continuar treballant en el gènere de terror, dirigint les pel·lícules Hostel: Part II (2007), The Green Inferno (2013) i Thanksgiving (2023). També es va expandir a altres gèneres, dirigint la pel·lícula de thriller eròtic Knock Knock (2015) i la pel·lícula d'acció Death Wish (2018), un remake de la la original de 1974. El 2018 va dirigir la comèdia fantàstica La casa del rellotge dins de la paret, a seva primera pel·lícula amb classificació PG i la seva major recaptació domèstica fins al moment.
Com a actor, Roth va interpretar a Donny "The Bear Jew" Donowitz a la pel·lícula de guerra de Quentin Tarantino Maleïts malparits (2009), per la qual va rebre un dels Premis de la Crítica Cinematogràfica i un Premi SAG com a part del conjunt.
Molts periodistes l'han inclòs en un grup de cineastes anomenat Splat Pack per les seves pel·lícules de terror explícitament violentes i polèmicament sagnants. El 2013, Roth va rebre el premi Visionary per les seves contribucions al terror al Festival de Cinema de Stanley.

## Primers anys
Roth va néixer a la meitat de tres fills a Newton (Massachusetts), a Sheldon Roth, un psiquiatra/psicoanalista i professor clínic a la Harvard Medical School, i Cora Roth , un pintor. Té un germà gran, Adam (nascut el maig de 1970) i un germà petit, Gabriel (nascut el desembre de 1974). Roth es va criar com a jueu (la seva família eren emigrants jueus d'Àustria, Hongria, Rússia i Polònia). A més de l'anglès, parla francès, italià i rus bàsic.
Roth va començar a rodar pel·lícules als vuit anys, després de veure Alien (1979) de Ridley Scott. Ell i els seus germans, Adam i Gabriel, va fer més de 100 curtmetratges abans de graduar-se a la Newton South High School i va assistir a l'escola de cinema (la Tisch School of the Arts) a la Universitat de Nova York. Per finançar les seves pel·lícules mentre estava a la universitat, Roth afirma haver treballat com a operador de cibersexe en línia per a Penthouse, fent-se passar per una dona, així com assistent de producció a llargmetratges. Roth també va dirigir l'oficina del productor Frederick Zollo, va marxar després de graduar-se per dedicar-se a escriure a temps complet. Va cobrar l'atur i va trobar feina a Parts íntimes de Howard Stern com a assistent de Stern, allotjant-se a Silvercup Studios a Queens a la nit treballant en els seus guions mentre Stern dormia.
L'actriu Camryn Manheim va donar a Roth un dels seus primers treballs a Hollywood, com a extra a The Practice, quan es va traslladar a Los Angeles. Roth es quedaria al vestidor de Manheim, treballant en els seus guions, mentre ella filmava el programa. Els dos s'havien fet amics a Nova York, mentre Roth treballava per Zollo. Roth també va conèixer el cosí de Manheim Howie Nuchow (antic vicepresident de Mandalay Sports Entertainment i també de l'àrea de Boston) a la seva família de Pasqua, això va conduir al primer projecte d'animació de Roth, Chowdaheads, el l'any següent. Roth també va coescriure un projecte anomenat The Extra amb Manheim, que més tard va vendre el tema al productor (i antic CEO i president de Fox Studios) l'empresa Pandemonium de Bill Mechanic.

## Carrera cinematogràfica
A l'escola de cinema de la NYU, Roth va escriure i dirigir una pel·lícula estudiantil anomenada Restaurant Dogs, un homenatge a Reservoir Dogs de Quentin Tarantino. La pel·lícula va ser nominada a un Premi de l'Acadèmia d'Estudiants el 1995.
A través de les seves pràctiques amb Frederick Zollo, Roth va conèixer David Lynch i es van mantenir en contacte al llarg dels anys, i finalment va produir contingut per a Lynch amb el seu nadó lloc web a finals de la dècada de 1990. A través de Lynch, Roth va conèixer el compositor de cinema i televisió Angelo Badalamenti, la música del qual va utilitzar en el seu primer llargmetratge. També va conèixer un membre de la companyia d'efectes especials KNB EFX, que va contribuir al seu primer llargmetratge.
El 1999, Roth es va traslladar a Los Angeles, on va escriure, dirigir, editar, produir, animar i proporcionar veus per a una sèrie de curts d'animació anomenats Chowdaheads per a Mandalay Sports Entertainment. S'havien de mostrar entre els partits de lluita lliure professional WCW Monday Nitro, però es van acabar però mai es van emetre. L'amic de Roth, Noah Belson, va coescriure els curts. i va proporcionar les veus dels altres personatges.
A mitjans de l'any 2000, amb el finançament del lloc web Z.com per oferir un pilot de cinc minuts, Roth va escriure, dirigir, animar i produir una sèrie de curtmetratges stop-motion anomenats The Rotten Fruit. . La companyia es va retirar després de fer diversos episodis, i Nissan va agafar el seu nom de domini pel seu cotxe esportiu "Z". Una part del treball de Roth per a The Rotten Fruit es va fer als estudis Snake Pit de Burbank amb conjunts en miniatura, fang articulat, figures d'escuma, dues càmeres fotogràfiques digitals de gamma alta i un parell d'ordinadors Macintosh. Noah Belson va coescriure i interpretar veus de personatges.

### Cabin Fever
Roth havia escrit conjuntament Cabin Fever amb el seu company d'habitació de la universitat Randy Pearlstein. Van basar la premissa en l'experiència de Roth de contraure una infecció de la pell mentre muntava ponis a la granja d'un amic de la família a Islàndia l'any 1991. Molt va ser escrit el 1996, mentre que Roth va treballar com a assistent de producció per a la pel·lícula de Howard Stern Parts íntimes.
Cabin Fever es va produir l'any 2001 amb un pressupost d'1,5 milions de dòlars recaptats d'inversors privats. La pel·lícula es va vendre a Lionsgate al Festival Internacional de Cinema de Toronto del 2002 per 3,5 milions de dòlars, la venda més gran del festival d'aquell any. Estrenada el 2003, va ser la pel·lícula més taquillera de Lionsgate de l'any, guanyant 22 milions de dòlars a la taquilla dels Estats Units i 35 milions de dòlars a tot el món. Les accions de Lionsgate van passar d'1,98 dòlars per acció a gairebé 6 dòlars per acció després de l'estrena de la pel·lícula; l'empresa va utilitzar les seves noves accions valuoses per comprar Artisan Entertainment. Cabin Fever va fer de Roth una estrella del gènere de terror. En una entrevista del 2004 a Premiere Magazine, Quentin Tarantino la va anomenar "la millor nova pel·lícula americana". De Cabin Fever es va fer un remake el 2016 dirigida per Travis Zariwny.

### Hostel
El 2005, el segon llargmetratge de Roth, Hostel, es va fer per poc més de 4 milions de dòlars. Va obrir el número 1 a la taquilla el gener de 2006, amb una recaptació de 20 milions de dòlars el seu primer cap de setmana. La pel·lícula va continuar per recaptar 80 milions de dòlars a tot el món a taquilla i més de 180 milions de dòlars en DVD. Tot i que la història està ambientada a Eslovàquia, tots els exteriors van ser rodats a la República Txeca.
A la pel·lícula, tres amics són atrets a visitar un hostal on creuen que les seves fantasies sexuals es faran realitat. En canvi, cauen a les urpes d'un sindicat internacional que ofereix experiències de tortura i matança de primera mà per a turistes rics i sàdics. La pel·lícula va ser classificada com a número 1 a 30 Even Scarier Movie Moments de Bravo TV, i els lectors d'Empire votaren Hostel la millor pel·lícula de terror de 2007.
Segons s'informa, Roth va rebutjar els treballs de direcció d'estudis per fer "Hostel". Va agafar un sou de direcció de només 10.000 dòlars per mantenir el pressupost el més baix possible, de manera que no hi hauria límits a la seva violència. El gener de 2006, el crític de cinema David Edelstein a la revista New York va acreditar a Roth la creació del subgènere de terror "torture porn", o "gorno", utilitzant una violència excessiva per excitar el públic com un acte sexual.

### Thanksgiving
El 2007, Roth va dirigir i va narrar el segment del tràiler fals Thanksgiving per Grindhouse i va aparèixer a Death Proof, el segment de la pel·lícula de Tarantino. Roth i el coescriptor Jeff Rendell van guanyar un Scream Award de Spike TV el 2007 al millor "screamplay" pel seu treball a Grindhouse, compartint l'honor amb Tarantino, Robert Rodriguez, Rob Zombie i Edgar Wright.
El gener de 2023, es va anunciar que Roth desenvolupava una versió de llargmetratge de Thanksgiving.

### Hostel: Part II

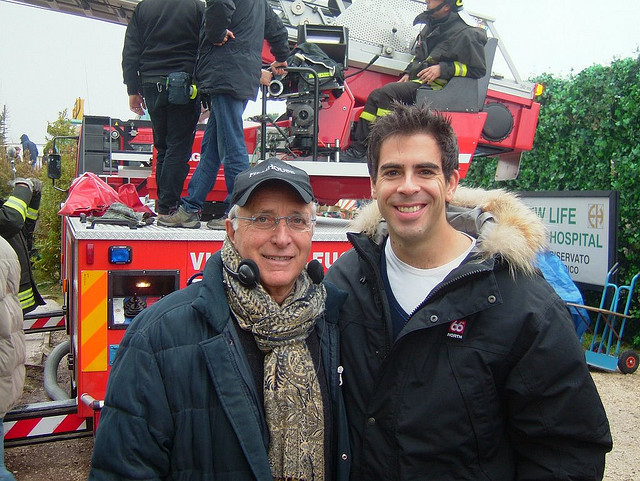
Eli Roth amb Ruggero Deodato ia Roma durant la gira de premsa d'Hostel (2006)

Hostel: Part II va obrir en sisè lloc el juny de 2007, amb 8,2 milions de dòlars; va guanyar 17,6 milions de dòlars bruts als cinemes dels Estats Units. La pel·lícula, que va costar 10,2 milions de dòlars, va guanyar 35 milions de dòlars als cinemes de tot el món i 50 milions de dòlars en DVD i televisió de pagament.
Lionsgate va atribuir la menor recaptació a l'estrena d'estiu, enfront de grans taquilleres com ara Shrek Tercer, Pirates of the Caribbean: At World's End i Ocean's Thirteen, així com l'empremta de la pel·lícula que es va filtrar en línia abans de la seva estrena. Es van fer un seguiment de prop de dos milions de descàrregues il·legals d'empremtes de treball el dia que es va estrenar Hostel 2.
| « | No sé si va ser la pel·lícula més baixada de tots els temps, però hi ha serveis de seguiment que fan un seguiment de quines pel·lícules s'estan baixant. I una còpia de Hostel 2 es va filtrar abans del seu llançament i la van tenir, va ser com milions i milions de visites. No sols es va descarregar, sinó que als països on es va descarregar –com Mèxic i Brasil– hi havia còpies al carrer per pràcticament un cèntim. Podríeu comprar Hostel 2 per a un barri de Ciutat de Mèxic. Com a resultat, en molts països on la pirateria era dolenta, ni tan sols la van publicar. | » |

Hostel: Part II va ser nominada a sis premis Spike TV Scream, incloent millor pel·lícula de terror i millor director. Va ser a la llista d'Entertainment Weekly de les 20 millors pel·lícules de terror dels últims 20 anys.

### Endangered Species
El 2009, mentre actuava a Maleïts malparits, Roth va dir que aviat començaria la seva propera pel·lícula, Endangered Species.
| « | No puc dir res sense donar res! ...Vaig veure Transformers i Cloverfield i vaig pensar: 'Tinc una idea per a una pel·lícula de destrucció massiva'. Però serà molt diferent d'aquestes pel·lícules. I és ciència-ficció, però una mica més fonamentada que això. | » |

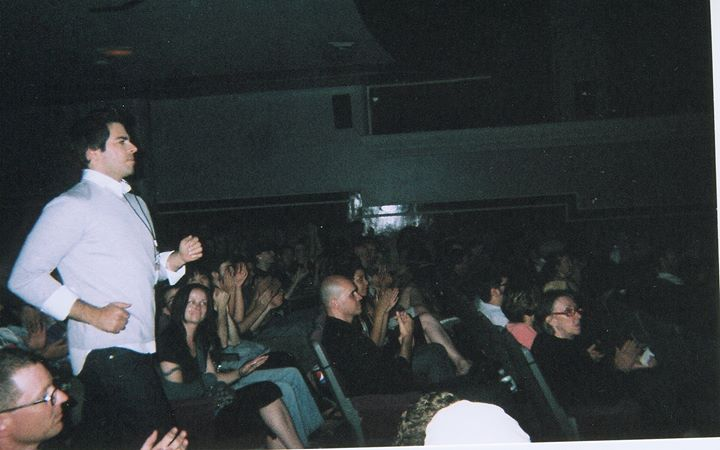
Roth al Festival de Cinema Toronto After Dark, 2010

En una entrevista de 2013 a The Guardian, Roth va indicar que havia suspès el treball a Endangered Species per centrar-se en The Green Inferno del 2013.

### The Green Inferno
Roth va dirigir la pel·lícula de terror caníbal The Green Inferno (2013), que es va inspirar en el seu amor per cinema Mondo com la infame Holocaust caníbal. The Green Inferno va ser criticada per la seva representació dels indígenes com a caníbals, i es va descriure com un "nou caure baix en la realització de pel·lícules racistes" per People's World'.

### Death Wish
El remake de Roth del 2018 de la pel·lícula Death Wish va obrir 13 milions de dòlars a taquilla. La pel·lícula se centra al voltant d'un cirurgià traumàtic que es dedica al vigilantisme després que la seva família sigui atacada. La pel·lícula va ser atacada pels crítics com a "propaganda a favor de les armes" i va ser inoportuna arran del tiroteig de l'Stoneman Douglas High School. Roth va defensar la pel·lícula, afirmant que la pel·lícula no era favorable a les armes i que volia que la pel·lícula se centrara en la família, la protecció de la seva família i la recerca de justícia per a la seva família.

### Altres projectes

#### Cinema
El 2002, Roth va portar un tret per tret de A la recerca de l'arca perduda fet per nens a l'atenció d'ambdós Harry Knowles i Steven Spielberg. Va tenir una còpia a la seva col·lecció de vídeos durant anys, i la va mostrar al festival de cinema Butt-Numb-A-Thon de Knowles al desembre. La resposta va ser tan gran que Roth va portar la cinta a la seva primera reunió a DreamWorks per donar-la a Spielberg. Un executiu va trucar la setmana següent dient que a Spielberg li va encantar i que volia contactar amb els cineastes. Roth no els havia conegut mai, però va cercar a Google tots els noms dels crèdits fins que va trobar Jayson Lamb, el director de fotografia. Els tres cineastes —Lamb, Chris Strompolis i Eric Zala (un antic empleat d'Activision)—feia anys que no es parlaven entre ells quan Roth els va contactar. Roth, sentint que la seva pel·lícula era tan poderosa que havia de fer tot el possible per assegurar-se que els fans la veiessin, la va presentar a la seva estrena al Grauman's Chinese Theatre el maig de 2008, cinc anys i mig després d’ensenyar el guió per primera vegada a Knowles. Aviat, els tres amics reunits estaven recorrent el món, fent projeccions benèfiques.

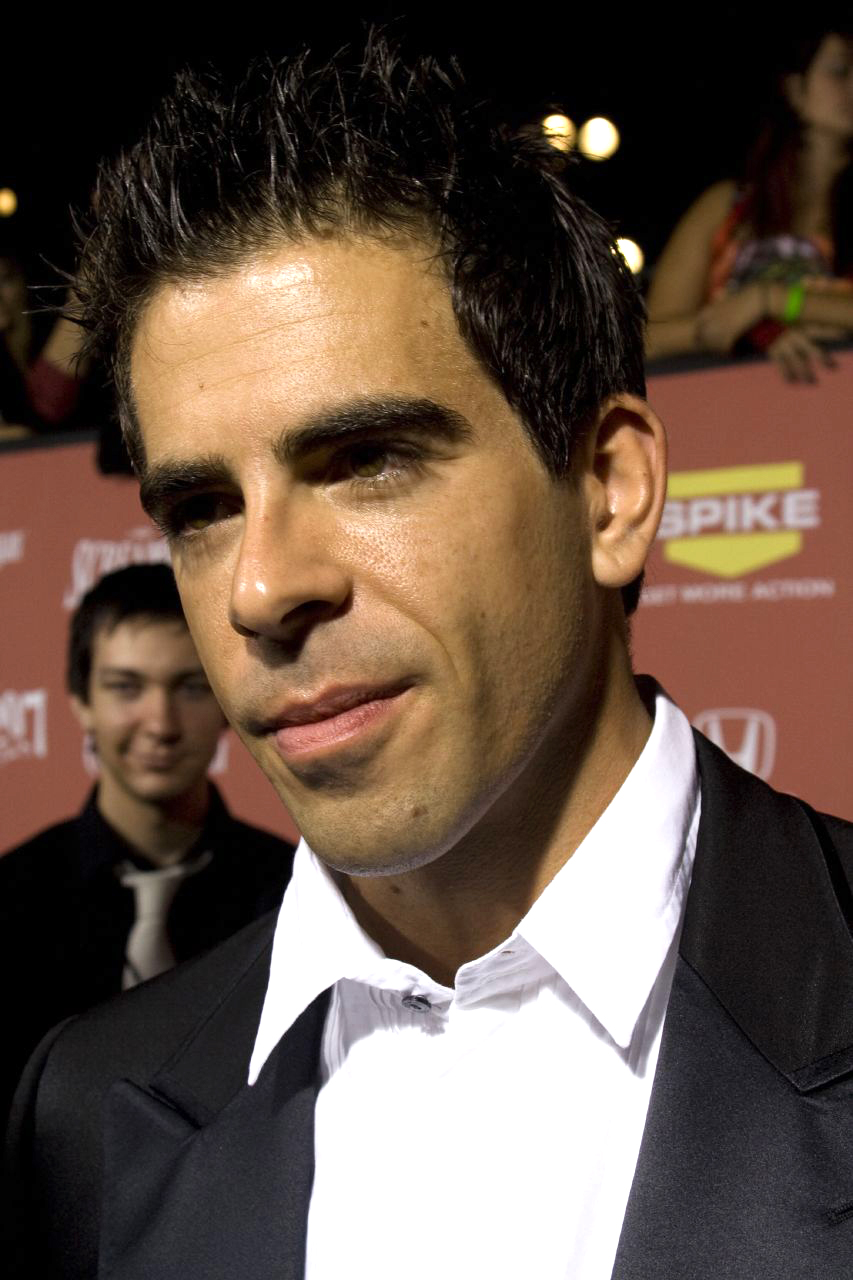
Roth a Spike TV Scream Awards, 2007

El març de 2006, Dimension Films va comprar els drets de Cell de Stephen King i produiria una pel·lícula que seria dirigida per Roth. El 2009, King va acabar el guió, i els actors John Cusack i Samuel L. Jackson es van unir al projecte; tanmateix, Roth no la va dirigir.
A través de la seva empresa, Arcade, amb Eric Newman i el productor de Strike Marc Abraham, Roth va produir la pel·lícula de terror The Last Exorcism, (originalment titulada Cotton) que va ser dirigida per Daniel Stamm. CompletaDA el desembre de 2009 i retitulada el febrer de 2010, The Last Exorcism va costar 1,5 milions de dòlars. Va obrir amb més de 20 milions de dòlars en vendes als Estats Units i va obtenir el primer lloc al Canadà i al Regne Unit. La pel·lícula s'havia pagat a si mateixa quan es van vendre els drets en alguns territoris estrangers abans de començar el rodatge. Va guanyar més de 40 milions de dòlars a taquilla als Estats Units i 70 milions de dòlars arreu del món.
Roth va parlar de fer Trailer Trash, una altra recopilació de tràilers falsos. "'Trailer Trash' no és una pel·lícula de terror", va dir; "És una comèdia. Tindrà una classificació molt R i una bogeria, i la produiré amb Mike Fleiss".
També ha produït la pel·lícula de kung fu de 2012 The Man with the Iron Fists, escrita, dirigida i amb una banda sonora de RZA, que també protagonitza la pel·lícula. Segons Roth, Tarantino també està implicat. En una entrevista a CHUD, Roth va dir:
| « | Aquesta pel·lícula tindrà tot el que els aficionats a les arts marcials poden desitjar, combinat amb l'excel·lent talent musical de RZA. Aquest projecte ha estat el seu somni durant anys, i estic emocionat de formar-ne part. Els aficionats haurien de saber que, sí, hi haurà sang... Això no és un PG-13. | » |

El 2014, Roth va produir la pel·lícula de terror sobrenatural nord-americana Clown i va tenir el paper menor de "Frowny the Clown". A continuació va dirigir Knock Knock (2015), un remake de la pel·lícula de terror rodada el 1974 Death Game, sobre dues dones que sedueixen un home casat i després li fan coses indescriptibles. Keanu Reeves va ser protagonista i productor executiu.
El 2015, Roth va ser anunciat com a director de l'adaptació de la novel·la de taurons més venuda Meg: A Novel of Deep Terror, finalment anomenada The Meg. El 2016, es va anunciar que havia abandonat el projecte per diferències creatives.
El 2020, es va anunciar que Roth dirigiria una adaptació de la sèrie de jocs Borderlands, amb Craig Mazin redactant el guió amb Roth.

#### Comentaris de pel·lícules
Roth va gravar un comentari d'àudio per al llançament en DVD de Troma el 1997 de Blood Sucking Freaks quatre anys abans de dirigir la seva primera pel·lícula, presentada com a "Blood and Guts Expert". El DVD és un dels més venuts de Troma.
Roth és un col·laborador freqüent de contingut "extres" de DVD (notes de línia, comentaris de vídeo) per als distribuïdors de pel·lícules de terror Grindhouse Releasing/Box Office Spectaculars, especialment per a dues de les seves pel·lícules preferides de Joan Piquer i Simón Mil gritos tiene la noche i el llançament en DVD nord-americà de Un gatto nel cervello de Lucio Fulci.

#### Actuació
Roth va començar la seva carrera professional com a actor l'any 1998 i se sap que interpreta papers a les pel·lícules que produeix. L'aparició més notable de Roth fins ara és el seu paper com el violent soldat de Boston Donny "The Bear Jew" Donowitz a la pel·lícula de Quentin Tarantino del 2009 Maleïts malparits.
El paper de Roth al segment de Quentin Tarantino de la pel·lícula del 2007 Grindhouse, Death Proof, va sorgir perquè Tarantino va quedar impressionat pel breu paper de Roth com Justin a Cabin Fever. Roth, que va deixar la preproducció a Hostel: Part II a Praga i va volar a Austin (Texas), per filmar l'escena al Texas Chili Parlor, va dir que treballar com a actor per a Tarantino és "com fent una classe magistral de direcció". Va dir que els únics directors per als quals actuaria mai són persones que han guanyat la Palma d'Or al Festival de Cinema de Canes.
Fora d'aquestes pel·lícules i les seves pròpies, Roth va aparèixer en un cameo com a animador del concurs a la pel·lícula dAlexandre Aja de 2010 Piranha 3D i a la pel·lícula musical de 2012 Rock of Ages, entre d'altres. Roth has also appeared in several projects that David Lynch directed for his website davidlynch.com.
Roth també ha aparegut en diversos projectes que David Lynch va dirigir per al seu lloc web davidlynch.com.

#### Treball a la televisió
Roth va presentar i va produir un episodi de la sèrie de televisió de Discovery Channel Curiosity, titulat "How Evil Are You?". L'episodi va explorar els aspectes científics del mal, amb Roth sotmès a una exploració cerebral i seqüenciació de l'ADN a la Universitat de Califòrnia, Davis amb el neuropsiquiatre Dr. James Fallon. Roth també va recrear el famós experiment Milgrams per al documental, amb resultats idèntics als de 50 anys abans.
Roth va dirigir el pilot de Hemlock Grove, una sèrie de terror/thriller, que es va estrenar a Netflix el 19 d'abril de 2013.
També presenta Shark After Dark a la Shark Week de Discovery Channel.
Roth va ajudar amb un projecte amb el programa de televisió de Dreamworks Fright Krewe.

#### Altres empreses
El 2009, Roth va escriure, dirigir i actuar en un PSA per a People for the Ethical Treatment of Animals (PETA) sobre el vincle entre la violència contra els animals i la violència contra les persones. Roth va guanyar un premi Telly pel seu lloc (categoria de servei públic: bronze).
Roth és comissari de l'exposició "Can't Look Away" del Museum of Pop Culture, que detalla la història de l'horror. Va ser seleccionat, juntament amb els directors John Landis i Roger Corman, per representar tres generacions de directors de cinema que han donat forma al gènere. La instal·lació es va obrir el setembre de 2011 i va funcionar fins al 2014.
El setembre de 2012, va obrir una casa embruixada, Eli Roth's Goretorium, a Las Vegas. Haunted Desert LLC, que és propietari de Goretorium, es declarar en fallida el juliol de 2013, i l’atraccií va tancar l’octubre.
Roth va dirigir el vídeo musical del senzill principal de Snoop Lion's "La La La" del seu àlbum de gènere reggae Reincarnated, que va ser llançat. el 23 d'abril de 2013.
El 2015, Roth es va associar amb Jack Davis per llançar Crypt TV, una empresa digital centrada en contingut de terror de format breu.
El 2021, Roth va invertir en Jomboy Media, una empresa de mitjans digitals que produeix contingut centrat en l'esport i la cultura pop.

## Vida personal
Roth es va casar amb l'actriu i model xilena Lorenza Izzo el novembre de 2014, a la platja del poble xilè de Zapallar. La parella va anunciar la seva separació el juliol de 2018. El seu divorci es va finalitzar l'agost de 2019. En una entrevista del 2023 a Men's Health, va revelar que s'havia tornat a casar.

## Filmografia

### Cinema
| Any  | Títol                                 | Director | Guionista | Productor    | Notes          |
| ---- | ------------------------------------- | -------- | --------- | ------------ | -------------- |
| 2002 | Cabin Fever                           | Sí       | Sí        | Sí           |                |
| 2005 | Hostel                                | Sí       | Sí        | Sí           |                |
| 2007 | Hostel: Part II                       | Sí       | Sí        | Sí           |                |
| 2007 | Grindhouse: Thanksgiving              | Sí       | Sí        | No           | Fake trailer   |
| 2012 | Aftershock                            | No       | Sí        | Sí           |                |
| 2012 | The Man with the Iron Fists           | No       | Sí        | Co-productor |                |
| 2013 | The Green Inferno                     | Sí       | Sí        | Sí           |                |
| 2015 | Knock Knock                           | Sí       | Sí        | Sí           |                |
| 2016 | Cabin Fever                           | No       | Sí        | Executiu     |                |
| 2018 | Death Wish                            | Sí       | No        | No           |                |
| 2018 | La casa del rellotge dins de la paret | Sí       | No        | No           |                |
| 2021 | Fin                                   | Sí       | No        | Sí           | Documental     |
| 2023 | Thanksgiving                          | Sí       | Story     | Sí           |                |
| 2024 | Borderlands                           | Sí       | Sí        | No           | Post-producció |

#### Només productor
| Any  | Títol                     | Notes        |
| ---- | ------------------------- | ------------ |
| 2005 | 2001 Maniacs              |              |
| 2010 | The Last Exorcism         |              |
| 2013 | The Last Exorcism Part II |              |
| 2014 | Clown                     |              |
| 2014 | The Stranger              |              |
| 2017 | Baywatch                  | Co-productor |
| 2019 | Haunt                     |              |

### Televisió
| Any          | Títol                        | Director | Prodcutor executiu | Notes                       |
| ------------ | ---------------------------- | -------- | ------------------ | --------------------------- |
| 2013–15      | Hemlock Grove                | Sí       | Sí                 | Direigeix l'episodi "Pilot" |
| 2015         | South of Hell                | Sí       | Sí                 | Direigeix l'episodi "Pilot" |
| 2018–present | Eli Roth's History of Horror | No       | Sí                 | Ell matex (host)            |
| 2022         | Urban Legend                 | No       | Sí                 | Entrevistador               |
| 2023         | Fright Krewe                 | No       | Sí                 | Creator                     |

### Papers d’actor
| Any  | Títol                                 | Paper                                | Notes                   |
| ---- | ------------------------------------- | ------------------------------------ | ----------------------- |
| 1997 | The Lost World: Jurassic Park         | Home al metro                        | Sense acreditar         |
| 1999 | Terror Firmer                         | Shocked Onlooker                     |                         |
| 1999 | Thank You, Judge                      | Xicot                                | Vídeo musical           |
| 2000 | Citizen Toxie: The Toxic Avenger IV   | Ciutadà aterrit                      |                         |
| 2002 | Cabin Fever                           | Justin aka Grim                      |                         |
| 2004 | Tales from the Crapper                | Gai a la festa                       |                         |
| 2005 | 2001 Maniacs                          | Justin                               |                         |
| 2005 | Hostel                                | American Stoner                      | Cameo                   |
| 2006 | Southland Tales                       | Home que rep un tret al vàter        | Cameo (Sense acreditar) |
| 2007 | Hostel: Part II                       | Cap al pal                           | Cameo                   |
| 2007 | Death Proof                           | Dov                                  |                         |
| 2007 | Grindhouse: Thanksgiving              | Tucker/Anunciador de tràilers        | Tràiler fals            |
| 2009 | Maleïts malparits                     | Donny "The Bear Jew" Donowitz        |                         |
| 2009 | Don't Look Up                         | Béla Olt                             |                         |
| 2010 | Piranha 3D                            | MC al concurs de samarretes mullades | Cameo                   |
| 2012 | Rock of Ages                          | Stefano                              | Cameo                   |
| 2012 | Aftershock                            | Gringo                               |                         |
| 2012 | The Man with the Iron Fists           | Wolf Clan #2                         | Cameo                   |
| 2014 | Clown                                 | Frowny the Clown                     |                         |
| 2018 | La casa del rellotge dins de la paret | Camarade Ivan                        |                         |
| 2019 | Godzilla: King of the Monsters        | Pilot de lluita                      | Sense acreditar         |
| 2019 | QT8: The First Eight                  | Ell mateix                           | Documental              |
| 2022 | Poppy Playtime: Chapter 2             | Jimmy Roth                           | Videojoc                |
| 2023 | The Idol                              | Andrew Finkelstein                   | Sèrie de televisió      |